# Palais du commandement général de Slavonie
Le Palais du commandement général de Slavonie (en croate: Palača Slavonske Generalkomande) est l'ancien siège du commandement de la ville d'Osijek, capitale de la Slavonie, en Croatie.
Il est le plus important édifice baroque du pays.

## Histoire
Il a été dessiné par un architecte inconnu et construit entre 1724 et 1726, sur commande d'Eugène de Savoie, commandant en chef des armées du Saint Empire romain germanique. Il a été modifié en 1765.
Aujourd'hui le Palais abrite le Rectorat de l'Université d'Osijek,.